# Аеродром Џон Ленон Ливерпул
Аеродром Ливерпул Џон Ленон (IATA: LPL, ICAO: EGGP) је међународни аеродром који опслужује Ливерпул, на ушћу реке Мерзи,  југоисточно од центра Ливерпула .  Редовни домаћи, европски, северноафрички и блискоисточни  летови се обављају са аеродрома. Аеродром се састоји од једног путничког терминала, три хангара за општу употребу, центра за курирске услуге FedEx Express, као и једне писте дужине 2286 м дужине, са контролним торњем јужно од писте.
Првобитно назван аеродром Спик, њиме је управљало Краљевско ратно ваздухопловство као РАФ Спик током Другог светског рата. Између 1997. и 2007. годишњи број путника се повећао са 689.468 на 5,47. милиона. Преименован је по ливерпулском музичару Џону Ленону 2001. Аеродром је опслужио 4,19 милиона путника 2023., што га чини 12. најпрометнијим аеродромом у Великој Британији. 

## Терминал
Један терминал на аеродрому Ливерпул Џон Ленон има капацитет од 7 милиона путника годишње  и састоји се од сале за доласке и одласке, обе повезане на краткој пешачкој удаљености једна од друге. Путници пешаче до/од сале за одласке/доласке и гејтова. На аеродрому постоји велики број малопродајних објеката и објеката за храну.

## Копнени превоз

### Железница
Најближа станица је Хантс Крос, удаљена 35 км, одакле постоје честе линије до центра Ливерпула и Саутпорта.
Ливерпул Саут Парквеј је најближа међуградска железничка станица, одакле постоје редовне линије железничких компанија East Midlands Railway, London Northwestern Railway, Merseyrail, Northern Trains, TransPennine Express и Transport for Wales.

### Аутобуси
Редовне аутобуске линије повезују аеродром са околним градским подручјима, а управљају Arriva North West и Merseytravel.

## Објекти

### Хотели
Оригинална зграда терминала с краја 30-их, чувено виђена на телевизијским снимцима из 60-их са терасама пуним фанова Битлса, била је део ланца хотела Marriott. Након реновирања у августу 2008. постала је хотел Crowne Plaza Liverpool John Lennon Airport.